# My Melody
是三麗鷗一隻戴著粉色頭巾（有時美樂蒂的頭巾是紅色）的兔子造型女性卡通形象也是第一隻以兔子為造型的卡通人物，美樂蒂通常有戴蝴蝶結或白花當頭飾（有時沒戴），在1975年1月18日誕生，前任設計師為松本洋子（也是雙子星設計師），現任設計師是小林久美子（也是酷洛米前任設計師）。近年在亞洲區很受歡迎，因此衍生了不少相關週邊商品及玩具。

## 歷史
美樂蒂的誕生靈感來自童話故事《小紅帽》，1975年三丽鸥以「童話中大野狼最愛吃的動物」為題徵求投票，結果兔子得到的票數最多，於是這隻可愛的小白兔便登場了。最初她的名字叫「Little Red Riding Hood」，次年才改稱為「My Melody」。
1976年美樂蒂的好朋友小老鼠弗蘭多（Flat）登場，1983年弟弟旋律（Rhythm）出現，在80年代末卻沉寂下來，直至1997年美樂蒂在雜誌投票上突然受到日本高中女生的愛戴，成為除了凱蒂貓外最受歡迎的角色，從此美樂蒂相關的玩具和精品開始熱門。
2005年，以美樂蒂為主角的動畫劇集《我愛美樂蒂》在日本播放，對手酷洛米（Kuromi）於此時出場，動畫至今已播放至第四季，更推出CD和DVD。Sanrio Japan及草莓新聞合辦2010 & 2011 Sanrio Character Ranking，台灣三麗鷗亦舉辦2010 Sanrio人氣明星網上選舉，美樂蒂在三個選舉中皆為第一名，而美樂蒂也在2014年的日本人氣明星網上選舉得到第一名。
2008年，在香港三麗鷗數碼公司以及Dream Cortex製作的三維空間電腦動畫《Hello Kitty愛漫遊》出鏡。
2020年，在巴西動畫工作室Split Studio製作的動畫《凱蒂貓和她的朋友們》（英語：Hello Kitty and Friends Supercute Adventures）出鏡，在動畫中她和酷洛米恢復以前的好友關係，並且和凱蒂貓、大耳狗、布丁狗、帕恰狗、酷企鵝、大眼蛙、人魚漢頓和巧克貓（Chococat）等多個三麗鷗角色是朋友。
2025年與酷洛米共演的定格動畫《美樂蒂 & 酷洛米》將在Netflix上架。

## 資料
- 名稱：My Melody（日語：マイメロディ，暱稱マイメロ）（美樂蒂）
- 生日：1975年1月18日
- 物種：兔
- 性別：女
- 血型: O型[3][4]
- 星座：摩羯座
- 生肖：虎
- 出生地：美國東部的馬里蘭森林
- 興趣：和妈妈一起烹饪食物
- 最珍藏的物件：祖母亲手为她缝制的小红帽
- 最喜歡食物：杏仁蛋糕
- 家中成員：爸爸、媽媽、祖父、祖母、弟弟Rhythm
- 性格：温柔、有禮貌、乖巧、聰明、尊重別人

## 美樂蒂的家人&朋友們
- 祖父：經常含著煙斗，是個勇敢的冒險家，夢想是環遊世界。
- 祖母：會說很多好聽的故事，編織很了得，美樂蒂的頭巾就是她織的。
- 爸爸：是個待人非常親切的爸爸。體力也很充沛總是充满干劲哦。
- 媽媽：手工工藝家，喜歡做各式各樣好吃的點心。
- 利茲姆（Rhythm）：美樂蒂的弟弟，有點調皮又愛玩，喜歡和姐姐美樂蒂一起玩。
- 弗蘭多（Flat） ： 粉色或黃色耳廓、尾巴綁著蝴蝶結的藍鼠男孩，有些害羞。
- Zou：頭上和尾巴有粉色的毛以及黃色耳廓的藍象男孩
- Risu：棕白皮毛和黃色頭毛的松鼠男孩，有些小小的害羞，喜歡親女孩，生日3/8
- 彼安諾/必愛諾（Piano）：愛撒嬌的粉色綿羊女孩，生日7/6
- 梅羅（Fellow）：戴著紅頭巾的棕兔男孩，生日6/18
- 酷洛米（Kuromi）：戴著有粉色骷髏的黑色或紫色頭巾的惡魔型兔女孩，美樂蒂的好友兼同學，生日10/31
- 凱蒂貓（Hello kitty）：左耳戴紅色或粉色蝴蝶結或花的無嘴貓型人類女孩，生日11/1
- 大耳狗/玉桂狗（Cinnamoroll）：藍眼睛和嘴巴、雙頰有酒窩的白狗男孩，生日3/6
- 布丁狗（Pompompurin）：戴著棕色貝雷帽的黃金獵犬男孩，生日4/16
- 帕恰狗（Pochacco）：黑耳朵白膚色的狗男孩，生日2/29
- 酷企鵝（Badtz Maru）：黃嘴巴黑皮膚的企鵝男孩，生日4/1
- 大眼蛙/可洛比（Keroppi）：綠蛙男孩，生日7/10
- 巧克貓（Chococat）：戴著項圈、有著黃耳廓的黑貓男孩，生日5/10
- 人魚漢頓（Hangyodon）：來自中國的半人魚，生日14/3

## 三麗鷗角色大賞名次
- 2024年角色大賞第6名
- 2023年角色大賞第6名
- 2022年角色大賞第5名
- 2021年角色大賞第4名
- 2020年角色大賞第4名
- 2019年角色大賞第4名
- 2018年角色大賞第5名
- 2017年角色大賞第3名
- 2016年角色大賞第3名
- 2015年角色大賞第5名
- 2014年角色大賞第1名

## 可愛形象被質疑
儘管台灣三麗鷗官方對美樂蒂設定為「天真無邪」，但從2019年起不少香港網民認為Melody為「綠茶婊」。當中更有網民表示從小就討厭Melody，認為其常常好心做壞事而且裝可愛使其身邊的人為他任勞任怨。其動畫當中Melody的口頭禪「唔該你啊」成為名句，每當她說出此話便成功令動畫中的男角眼裡浮現出心心，並為他做牛做馬，猶如「收兵」行為。而其對待好友酷洛米的方式亦被受批評。如酷洛米跌倒後擦傷右膝蓋，Melody給她貼膠布療傷，但多次貼錯位置撕開再貼，令她蒙受不必要的痛苦（第二季第22話）。除此以外，香港youtuber小薯茄亦以「【八婆】有種朋友叫My Melody」為題拍攝短片，使美樂蒂形象更明顯。事件更引致香港三麗鷗官方公司「抽水」回應，其臉書小編表示每次幫My Melody工作時她都會以「唔該你呀」作回應，可見十分禮貌，然而下文亦標籤「好人卡已收」，香港官方三麗鷗的回應引來大批網民對酷洛米同情，亦不忘對Melody作出批評，更明言「唔該你呀」比髒話更難聽。

## 參看
- 三丽鸥
- 酷洛米
- 布丁狗
- 帕恰狗

## 外部網站
- マイメロディ （页面存档备份，存于）
- サンリオ マイメロディプロフィール （页面存档备份，存于）
- マイメロディ サンリオピューロランド （页面存档备份，存于）
- サンリオ マイスウィートピアノ プロフィール （页面存档备份，存于）
- マイメロディ【公式】的X（前Twitter）
- マイメロディのマイメロセラピー 番組情報サイト （页面存档备份，存于） - TOKYO FM
- マイメロディのマイメロセラピー - AuDee
- YouTube上的マイメロディのマイメロセラピー頻道